# 學生會也有洞！
《學生會也有洞！》是由無知麻呂（むちまろ）繪製的日常系浪漫喜劇漫畫作品，於2022年4月27日開始於《週刊少年Magazine》連載，已發行10卷單行本。該作以私立藤成學園的學生會為舞台，用半四格漫畫、半正常風格的頁面方式講述圍繞在其成員與其他學生之間發生的大小趣事。
2023年5月，《學生會也有洞！》的累計發行數突破30萬大關，並在三個月後獲得下一部人氣漫畫大賞紙本漫畫類別冠軍。
2025年4月，正式宣布改編為電視動畫，由Passione擔任動畫製作。

## 劇情簡介
高一生水之江梅有著極其高超的文學造詣，文科成績無人能及，但與之相反的是數理化等理科卻差強人意，有留級甚至影響保送的風險，為此班主任平塚推薦他加入學生會，以提高其在學生之間的評價。但水之江成為學生會書記後，才發現內裡都是些怪人，包括遺留內褲在學生會室的會長古都吹壽子、會敲詐男生的「雌小鬼」偽娘宣傳委員尾鳥綻、看似溫柔卻無比腹黑的會計照井有栖、以及因受傷而住院一個月才復學的不幸少女陸奧小麻呂。水之江在這些充滿個性的同學圍繞之下，為了順利畢業，正式展開學生會生涯。

## 登場人物
水之江梅（聲：服部想之介（有聲漫畫））
男主角。私立藤成學園高中部一年級2班學生，溫文爾雅，品行端正又文科全能，自入學以來每次國文模考基本都考獲滿分，但與之相反的是理科成績卻慘不忍睹，為了避免留班而在班主任平塚的建議下成為學生會書記。
古都吹壽子（聲：須田美玲（有聲漫畫）／豐田萌繪（PV））
學生會會長，束著側單馬尾、麻花瀏海的高中部三年級生，成績總是年級第一，很受學生尊敬。表面看似品性優良穩重，但內裡卻像小孩一般單純，也因此常被其他學生會成員取笑。
照井有栖（聲：須田美玲（有聲漫畫））
學生會會計，高中部二年級生，留有一頭黑長姬髮的美少女。個性溫柔可靠，具相當的判斷力與行動力，也很照顧身為後輩的水之江，但偶爾會展現天然黑的一面，特別是對經常惡作劇的尾鳥。
尾鳥綻（聲：須田美玲（有聲漫畫）／石原夏織（PV））
學生會宣傳委員，初中部三年級生，綠髮美少年，數理方面極強，甚至可教導高年級的水之江，性格自戀又厚臉皮，但關鍵時候卻十分可靠。
陸奧小麻呂（聲：豐田萌繪（PV））
學生會總務，水之江的同班同學。性格溫和友善、毫無警戒心的嬌小長捲髮女生，與男主角相識不久便變得十分熟絡，與此同時擁有著經常遭遇倒楣事的不幸體質。
平塚敏深（聲：須田美玲（有聲漫畫））
水之江和陸奧的班主任兼學生會顧問。性格吊兒郎當，經常煙不離手。

## 背景與風格
撰稿人古林恭表示《學生會也有洞！》儘管作為一部輕喜劇，角色建構卻下了相當的功夫，在充滿喜劇橋段的一集後總是伴隨著嚴肅的故事，是一部「描繪背景故事的同時兼具深度和生動性」的作品，而浪漫喜劇也是該作的一大要素。古林還評論《學生會也有洞！》因為是短漫的關係，其恢諧的角色、嚴肅的背景和浪漫喜劇可以說是被濃縮成一碗煮沸了的濃湯。
《學生會也有洞！》的作者無知麻呂在前作《如果世界化為黑夜》（世が夜なら！）未結載期間曾經因為無法繪畫分鏡圖而難以在指定的時間內完稿，後來是在負責編輯平塚的鼓勵下開始仰仗編輯。即使分鏡圖多麼無趣也好，她還是會將它交給編輯，並在創作作品時與負責編輯協商，才使得新作能順利連載。無知麻呂之所以將《學生會也有洞！》定性為帶點Ecchi元素的喜劇漫畫，是因為這種風格是其唯一覺得能畫上手的東西。他也表示色情只是一種工具，且不是為色而色，而是色情橋段的展開必須合乎突顯角色的可愛和個性的要求。

## 宣傳
《學生會也有洞！》剛開始連載時便獲得《妹妹思春期》和《妄想學生會》的作家氏家ト全的應援。為了紀念該作的單行本第1卷發行，《週刊Young Magazine》2022年42號收錄了由大暮維人（《天上天下》）、五十嵐正邦（《川柳少女》）、Cool教信者（《小林家的龍女僕》）、丈（《宇崎學妹想要玩！》）、Choborau-nyopomi（《漫研社》）、名島啓二（《人魚又上鉤》）、NANASHI（《不要欺負我，長瀞同學》）等十位漫畫家繪製的原創四格漫畫。同年9月15日及16日，《週刊Young Magazine》的官方YouTube頻道上傳了《學生會也有洞！》第一話和第二話的有聲漫畫，由服部想之介聲演水之江梅，須田美玲則一人分飾古都吹壽子、照井有栖及尾鳥綻三角。隔月，該週刊舉辦了名為「週Maga戀愛喜劇女主角總選拔」（めざせNo.1ヒロイン！週マガラブコメヒロイン総選挙）的企劃，《學生會也有洞！》的陸奧小麻呂排在第七位，後續講談社亦在東京地下鐵有樂町線的護國寺站張貼7位人氣角色的海報廣告。
在2023年1月11日發行的《週刊Young Magazine》2023年6號中，《學生會也有洞！》就nonco的《容易對付的惡魔大人》（カナン様はあくまでチョロい）正式發售第二卷單行本，而與青桐高中所屬VTuber栗駒小丸（栗駒こまる）推出合作Shorts和漫畫重現。同年4月20日，《週刊Young Magazine》的官方YouTube頻道公開了《學生會也有洞！》的PV，由豐田萌繪為古都吹壽子和陸奧小麻呂獻聲，尾鳥綻則交由石原夏織負責。2023年8月9日發售的同刊36·37合併號中，西義之（《魔法律事務所》）、福地神尾（《弱氣老師》）和無敵Soda（《小美老師如是說》）等十位漫畫家為了紀念該作發行第4卷單行本而展開聯動四格漫畫企劃，同時也與喵喵工廠（にゃんにゃんファクトリ）的《吸煙貓》（ヤニねこ）聯手推出合作漫畫。

## 出版書籍
《學生會也有洞！》由無知麻呂（むちまろ）主筆，並在2022年4月17日於講談社旗下的《週刊Young Magazine》2022年22·23合併號上開始連載，首卷單行本在2022年9月14日宣佈發行，並在兩天後正式發售，目前已發行10卷。
| 冊數 | 講談社         | 講談社                 | 東立出版社                 | 東立出版社                                                  |
| 冊數 | 發售日期       | ISBN                   | 發售日期                   | ISBN                                                        |
| ---- | -------------- | ---------------------- | -------------------------- | ----------------------------------------------------------- |
| 1    | 2022年9月16日  | ISBN 978-4-06-529086-6 | 2023年5月8日 2023年5月15日 | ISBN 978-626-360-476-6（首刷限定版） ISBN 978-626-347-976-0 |
| 2    | 2022年12月16日 | ISBN 978-4-06-529991-3 | 2023年9月18日              | ISBN 978-626-347-977-7                                      |
| 3    | 2023年4月17日  | ISBN 978-4-06-531235-3 | 2023年12月18日             | ISBN 978-626-372-119-7                                      |
| 4    | 2023年8月17日  | ISBN 978-4-06-532610-7 | 2024年5月2日               | ISBN 978-626-02-0083-1                                      |
| 5    | 2023年11月16日 | ISBN 978-4-06-533514-7 | 2024年6月13日              | ISBN 978-626-02-0751-9                                      |
| 6    | 2024年3月15日  | ISBN 978-4-06-534862-8 | 2024年10月25日             | ISBN 978-626-02-1633-7                                      |
| 7    | 2024年7月17日  | ISBN 978-4-06-536133-7 | 2025年4月21日              | ISBN 978-626-02-2940-5                                      |
| 8    | 2024年11月15日 | ISBN 978-4-06-537043-8 | 2025年7月7日               | ISBN 978-626-02-4218-3                                      |
| 9    | 2025年3月17日  | ISBN 978-4-06-538704-7 |                            |                                                             |
| 10   | 2025年7月16日  | ISBN 978-4-06-540003-6 |                            |                                                             |

## 外部連結
- 官方网站 （日語）
- 學生會也有洞！在動畫新聞網百科全書中的資料（英文）
- . Da Vinci. Kadokawa Corporation. July 20, 2023 （日语）.
- . Pocket Shōnen Magazine. Kodansha. September 1, 2023. （原始内容存档于September 7, 2023） （日语）.